# Véhicule de l'Avant Blindé
El Véhicule de l'Avant Blindé, sovint anomenat per les sigles VAB, és un transport blindat de personal amfibi d'origen francès. Desenvolupat a la dècada dels 70 és el transport bàsic i polifacètic de la infanteria mecanitzada francesa a partir del xassís també se n'han desenvolupat nombroses variants per a diferents tasques concretes.
Muntats per Panhard i Saviem/Renault els VAB van entrar en servei l'any 1976. Des d'aleshores se n'han produït més de 5.000 i una cinquena part han anat destinats a la venda a més de 15 països diferents, sent un èxit d'exportació gràcies a la seva simplicitat i bones característiques camp a través. L'exèrcit francès s'ha encarregat de mantenir programes d'actualització constants, resultat de les experiències en combat, i s'hi han afegit més de 1.100 millores al disseny.
El primer cop que va entrar en combat va ser durant l'Operació Tempesta del Desert, quan 376 VAB francesos es van desplegar amb la coalició internacional. Posteriorment França també els desplegaria a les missions de manteniment de la pau a Bòsnia, Cambodja, Croàcia, Líban, Ruanda i Somàlia. Altres estats amb VABs també els han fet servir als seus conflictes, com el Marroc contra el Front Polisario del Sàhara, on se'n van destruir alguns.

## Història
A finals de la dècada dels 60 l'exèrcit francès va decidir renovar els seus batallons d'infanteria equipant-los amb vehicles blindats de transport de tropes a erugues i a rodes. Com a vehicle amb eruga ban triar l'AMX-10P, fabricat per ARE. Per satisfer la demanda de vehicles sobre rodes les empreses Panhard i Saviem/Renault van realitzar diversos prototips, amb configuracions 4x4 i 6x6. El maig de 1974 el model de Renault va ser seleccionat i, el 1976, l'exèrcit francès ja va rebre els primers exemplars.

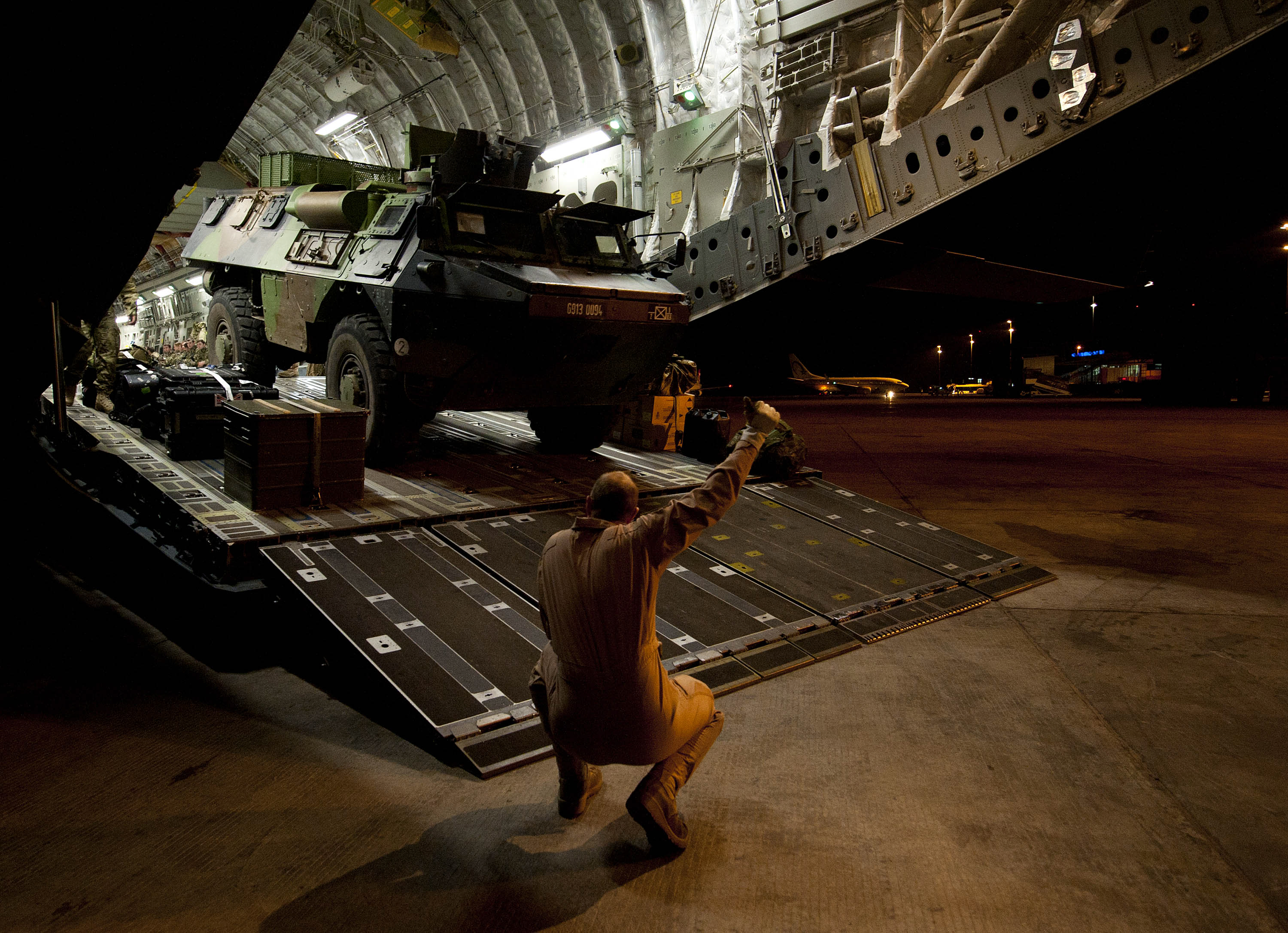
Un VAB francès sent descarregat d'un Boeing C-17 Globemaster III a Mali durant l'Operació Serval.

La comanda era de 4.000 blindats i la producció era d'uns 30-40 vehicles per mes. A mitjans de 1984 se'n van exportar 800 models, que es van distribuir entre la Costa d'Ivori, Xipre, Líban, Mauritània, Marroc, Oman, Qatar i la Unió dels Emirats Àrabs. Alguns dels compradors van optar pel model 6x6, un 10% més car però amb unes millors capacitats camp a través. De tots els estats, Marroc en va ser el principal importador, adquirint-ne més de 400, alguns dels quals es van perdre en els combats al Sàhara contra el Front Polisario.
En general, el VAB és un vehicle que ha participat en molts conflictes. En el cas de l'exèrcit francès això es deu al fet que aquests transports blindats de personal són usats principalment per les forces de desplegament internacional ràpid, mentre que l'AMX-10P es reserva per la defensa a Europa.
El maig de 2008, Renault Trucks Defense va contractar Kongsberg Defence & Aerospace per millorar el VAB de l'exèrcit francès amb l'estació d'armes remota Protector, que també està equipada amb altres transports blindats de personal com l'Stryker. Aquesta torreta no tripulada pot estar armada amb una metralladora Browning M2HB de 12,7 mm, una metralladora de 7,62 mm o un llançagranades automàtic de 40 mm.

## Característiques

### Blindatge i distribució
Tot el casc del VAB està fet d'acer soldat, reforçat amb un recobriment a prova de bales. Aquest blindatge ofereix protecció a tot el vehicle contra munició perforant de 7,62 mm a 100 m. Per sota el VAB resisteix explosions de mines antipersona gràcies a una transmissió i suspensió dissenyades per absorbir els xocs d'explosions a més a més d'una protecció afegida a terra.

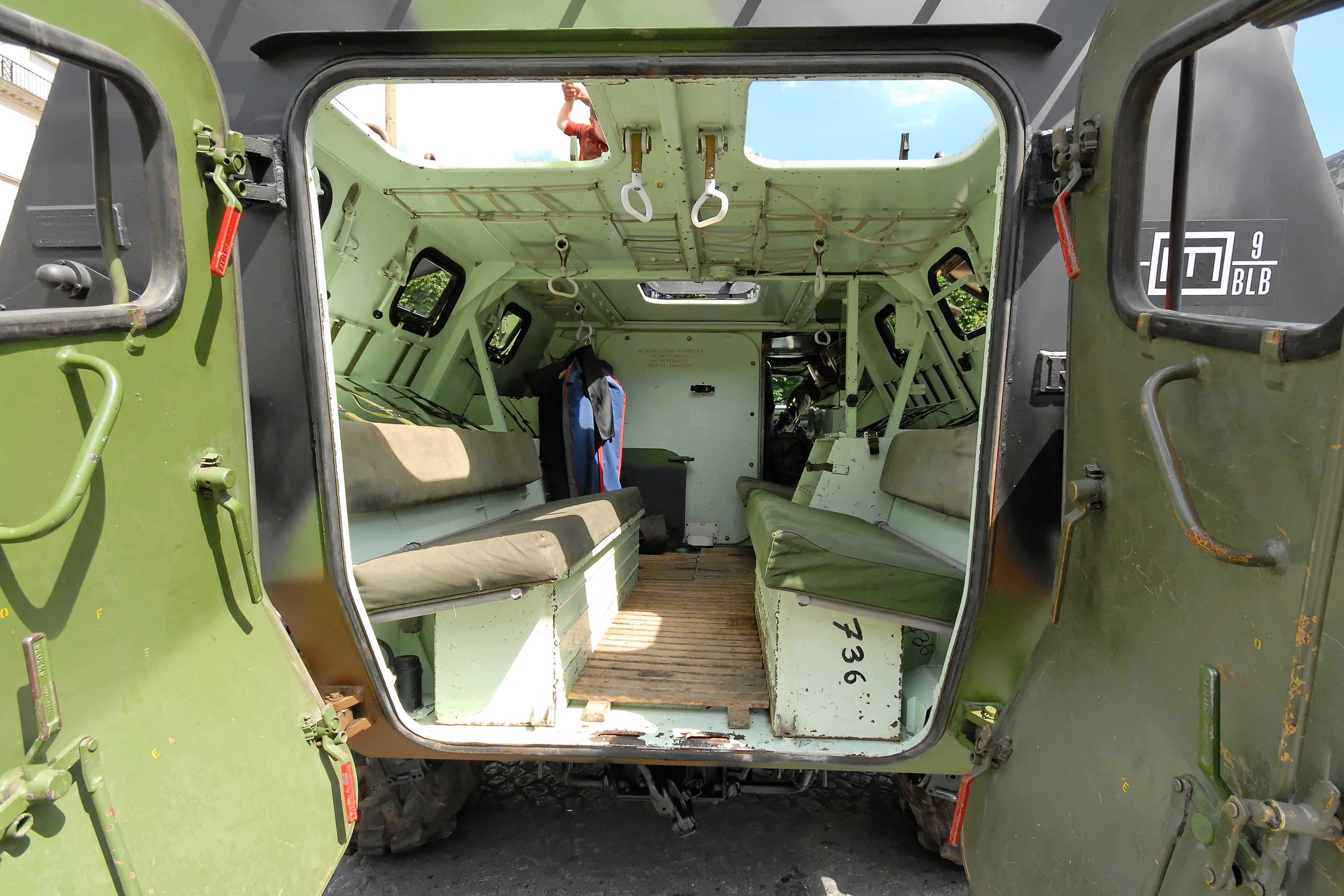
Interior d'un VAB vist des de les portes d'accés al compartiment de tropa.

Aquesta barcassa està recolzada sobre quatre o sis rodes, i té unes línies simples. La planta és rectangular i té una punta en forma de bec, per millorar-ne la hidrodinàmica. A la part frontal hi ha dos parabrises rectangulars, de vidre blindat, que es poden tapar amb dues planxes d'acer abatibles per més protecció. Els costats del vehicle són lleugerament inclinats i a cada banda hi ha 3 finestres, que també es poden tapar amb xapa metàl·lica. Entre roda i roda, hi ha uns cofres d'emmagatzematge on s'hi pot posar equipatge o llaunes de combustible. Per la sortida de gasos, darrere de la porta dreta, hi ha el tub d'escapament, de forma cilíndrica.
El VAB està dividit en tres compartiments: el de conducció, al davant, està ocupat pel conductor i el comandant. Per entrar-hi tenen dues portes als costats, sobre les rodes frontals, i a sobre els seus caps tenen dues escotilles. Aquest compartiment també està connectat per l'interior amb el de tropa, per la dreta del casc. A l'esquerra i rere el compartiment de conducció, hi ha la zona del motor. Aquesta part està segellada respecte a la resta. Finalment, al darrere, hi ha el compartiment on van els soldats. Disposa de 3 finestres a cada costat per observar la rodalia, amb vidre blindat que es pot protegir amb una xapa metàl·lica. Per entrar i per sortir disposen al darrere d'un parell de portes, que s'obren cap als costats, i on també hi ha una finestra a cada porta per observar. En alguns casos, al darrere també hi ha dues grans escotilles sobre els bancs on s'assenten els soldats.

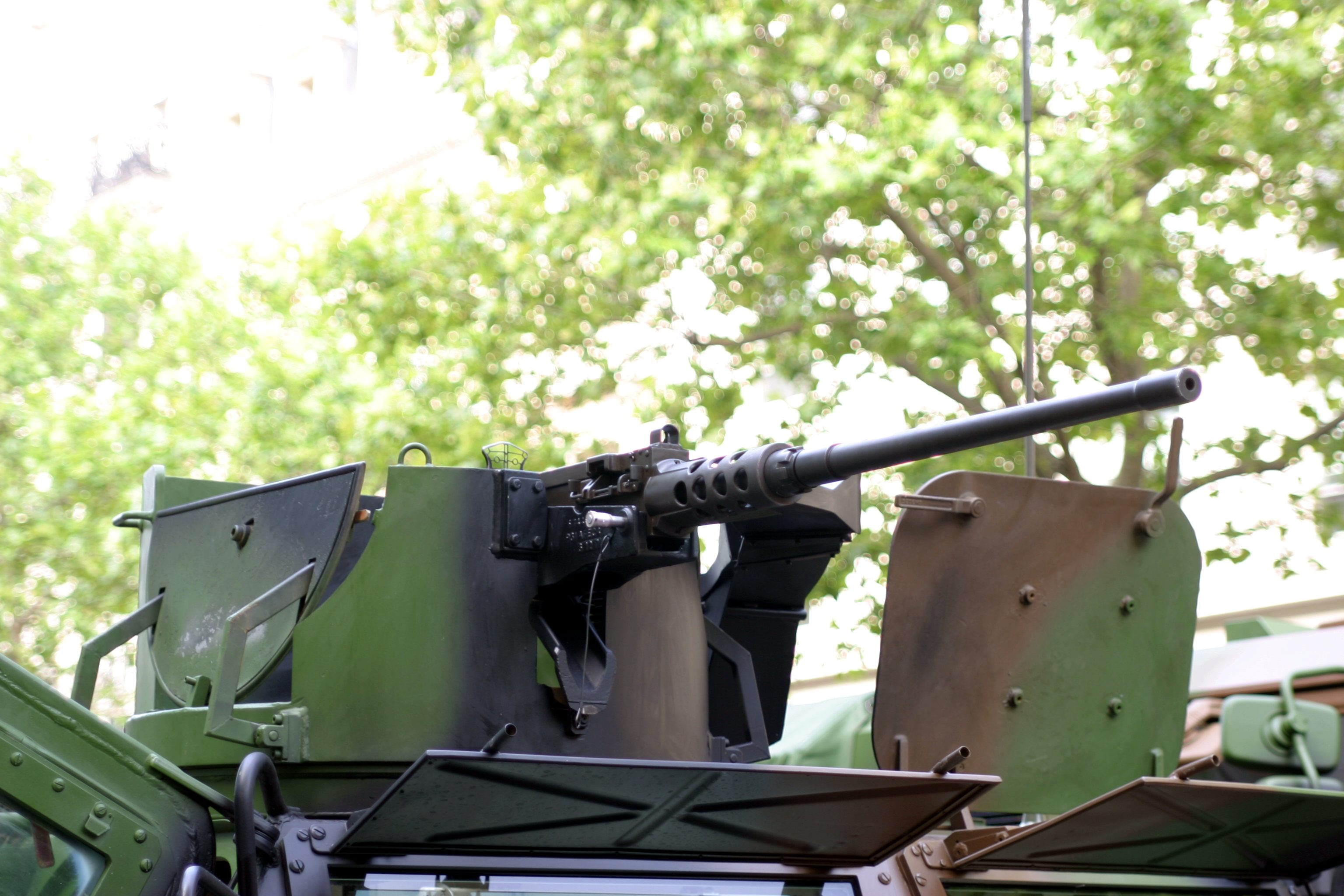
Metralladora Browning M2HB de 12,7 mm muntada a la torreta d'un VAB.

Opcionalment, per millorar la defensa del vehicle, es pot afegir una capa de blindatge que absorbeix resquills o metralla al compartiment de tropa i blindatge addicional, al davant i costats, per millorar la protecció fins a munició perforant de 14,5 mm. Per altra banda, el VAB també està protegit en entorns NBQ (nuclears, biològics o químics) pels quals disposa d'un sistema de protecció integrat a l'aire condicionat.

### Armament
Els VAB es poden equipar amb una gran selecció d'armes. Generalment, als vehicles de transport, s'hi equipa una metralladora Browning M2HB de calibre 12,7 mm. A la resta dels models se'ls sol equipar amb una metralladora de 7,62 mm; tot i això, hi ha variants que disposen d'una torreta amb un canó automàtic de 20 mm, un llançamíssils HOT o diferents tipus de morter.

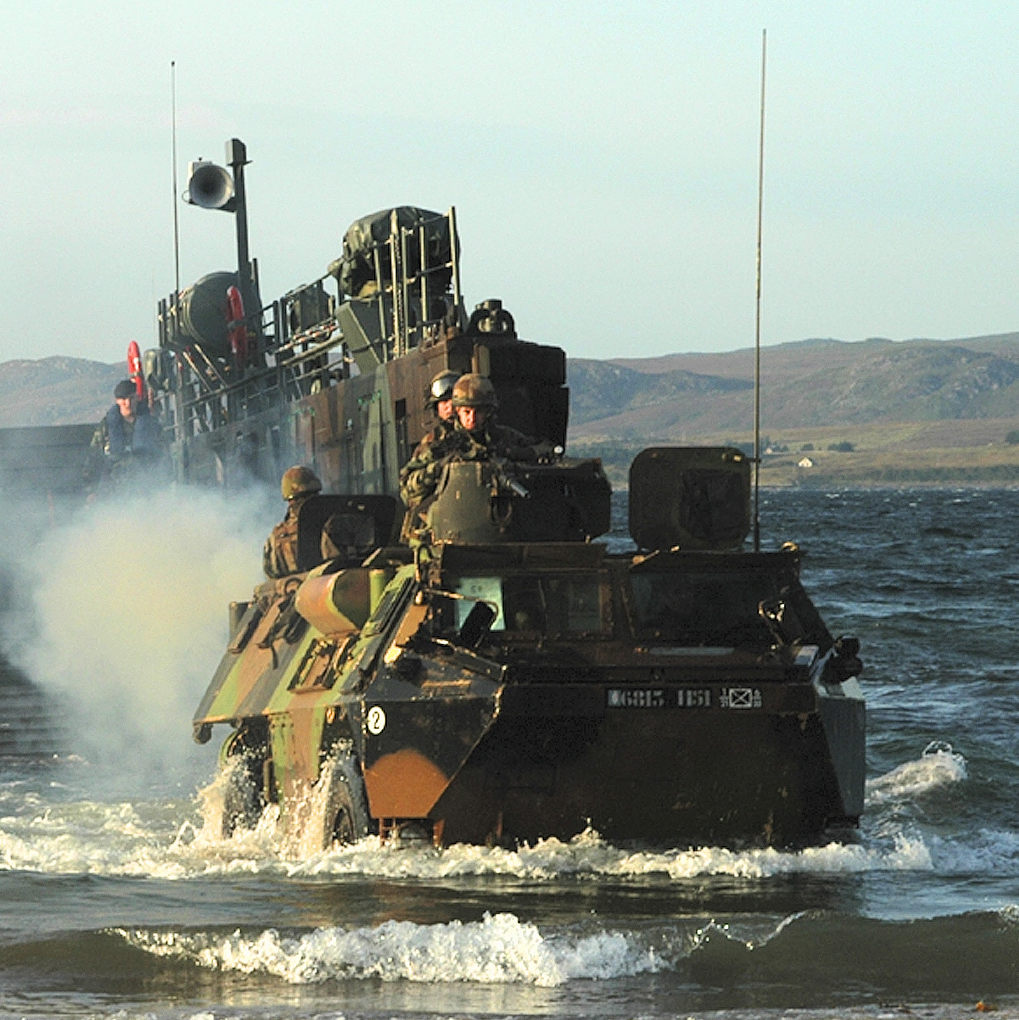
Un VAB desembarcant a les costes d'Escòcia durant un exercici d'evacuació de personal no combatent.

Una variant, desenvolupada per Alenia i Nexter, està equipada amb un canó automàtic de 25 mm Dragar. En aquest cas l'arma es controla elèctricament i està estabilitzada. A més a més, disposa de mires tèrmica i nocturna.

### Sistema motor
El sistema motor del VAB està construït al voltant d'un motor dièsel Renault MIDS 60-20-45 de 220 CV de 6 cilindres en línia. Aquest motor està situat a l'esquerra i a prop del frontal del vehicle. Aquest motor va connectat a una transmissió automàtica.
L'alçada del xassís respecte al terra és de 400 mm, gràcies a una suspensió independent i unes grans rodes, que tenen un sistema de control de pressió a les rodes en moviment. El VAB a més a més pot arrossegar fins a 4 tones i porta 310 litres de combustible.
Aquest conjunt permet que el VAB assoleixi velocitats de 90 km/h en carretera amb una autonomia, sense reabastir-se, d'uns 1.000 km. En matèria de maniobrabilitat el VAB pot superar pendents del 50%, talussos laterals del 35%, trinxeres d'1 m i obstacles verticals de fins a 0,5 m.
A més a més és totalment amfibi i a l'aigua es pot propulsar mitjançant dos hidrojets orientables arribant a assolir fins a 2,2 m/s. Per altra banda, el seu pes i forma fan que el VAB sigui un vehicle òptim per desplegaments, ja que es pot transportar fàcilment per aire (amb avions com el C-130 o C-17 Globemaster III).

### Equip electrònic i òptic
El sistema electrònic i òptic del VAB és molt senzill. Per veure-s'hi el conductor disposa de dos grans parabrises blindats, a les portes dels laterals també hi ha un altre vidre blindat. Al compartiment de tropa disposen de tres petites espitlleres als laterals i un parell de finestres a les portes de sortida del darrere. Totes les obertures es poden protegir amb xapa metàl·lica quan s'entra en combat, i aleshores el conductor disposa de periscopis per poder conduir.
L'equip electrònic és, en gran part, opcional: transceptor de ràdio, sistema intercom, periscopi amb equip de visió nocturna i sistema de posicionament global GPS.

## Variants
A partir del Véhicule de l'avant blindé s'han dissenyat diversos vehicles per múltiples tasques amb versions 4x4 o 6x6. L'exèrcit francès únicament usa la versió de 4 rodes, mentre que s'han exportat algunes versions 6x6 un 10% més cares.

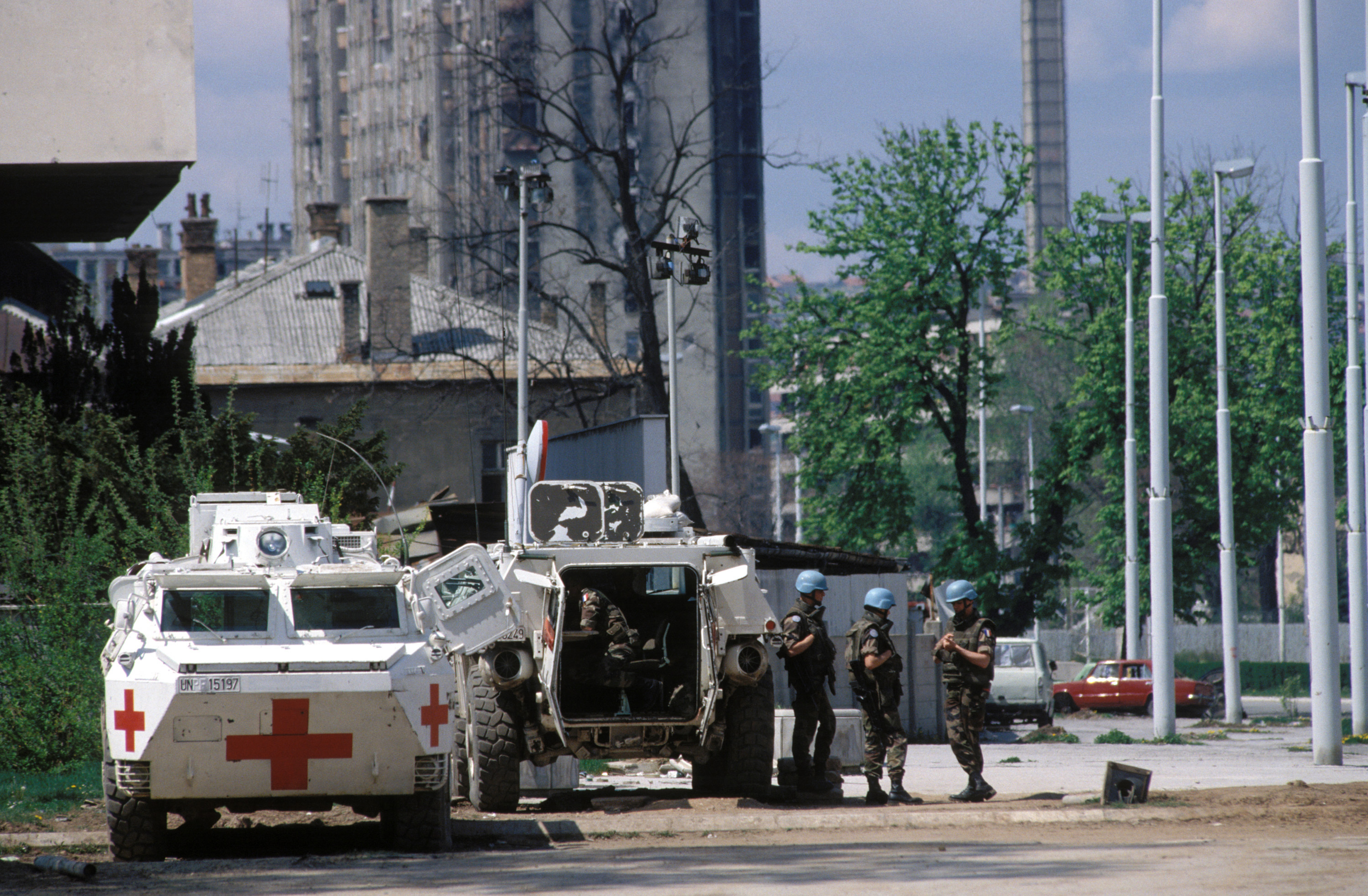
Un VAB SAN de les forces de pau de les Nacions Unides desplegat a Sarajevo l'any 1996.

- VAB VTT (Véhicule Transport de Troupe). Transport blindat de personal 4x4, versió bàsica.
  - VAB TOP (tourelle TéléOPérée). VTT 4x4 equipat amb una estació d'armes remota Kongsberg Protector amb una metralladora de 12,7 mm i blindatge ceràmic afegit.
  - VAB AZURE (Action en Zone URbaine). Vehicle per a guerra urbana. Disposa d'una pala al davant, diversos periscopis més i un monitor.
  - VAB MILAN. Variant francesa del VTT, equipat amb una muntura per un sistema de míssils antitancs MILAN al darrere del sostre.
  - VAB AT4CS. Variant del VTT, utilitzada pels equips antitancs francesos, armada amb un llançacoets portàtil AT4CS de 84 mm.
  - VAB ERYX. Variant francesa del VTT, equipada amb un sistema llançamíssils ERYX.
- VAB RATAC. Vehicle d'adquisició d'objectius per artilleria. Fa servir un radar Doppler DR-PC 1a RATAC, amb un abast de 20 km, per localitzar enemics per l'artilleria.
- VAB RASIT. Blindat de reconeixement que munta un radar de vigilància terrestre DR-PT 2a RASIT.
- VAB PC (Poste de Commandement). Vehicle de comandament que necessita una tripulació de 6 homes i que està equipat amb taules per mapes i sistemes de senyals addicionals.
  - VAB SIR (Système d'Information Régimentaire). Variant que disposa d'un sistema d'informació digital de regiment C4ISTAR.
- VAB Bromure. Variant que disposa d'equip per dur a terme guerra electrònica.
- VAB Echelon. Vehicle de manteniment i reparació.
- VAB Génie. Vehicle d'enginyers de combat equipat amb una pala per apartar obstacles lleugers i que també es pot fer servir per arrossegar un tràiler amb càrregues explosives per netejar mines.
- VAB SAN (sanitaire). Ambulància blindada amb espai per 5 lliteres o 10 ferits asseguts.
- VAB Reco. Vehicle de reconeixement per entorns contaminats amb agents nuclears, biològics o químics (NBQ).
- VAB ATLAS (Automatisation des Tirs et Liaisons Sol-sol pour l'artillerie). Vehicle de control i comandament d'artilleria, successor del VAB ATILA.

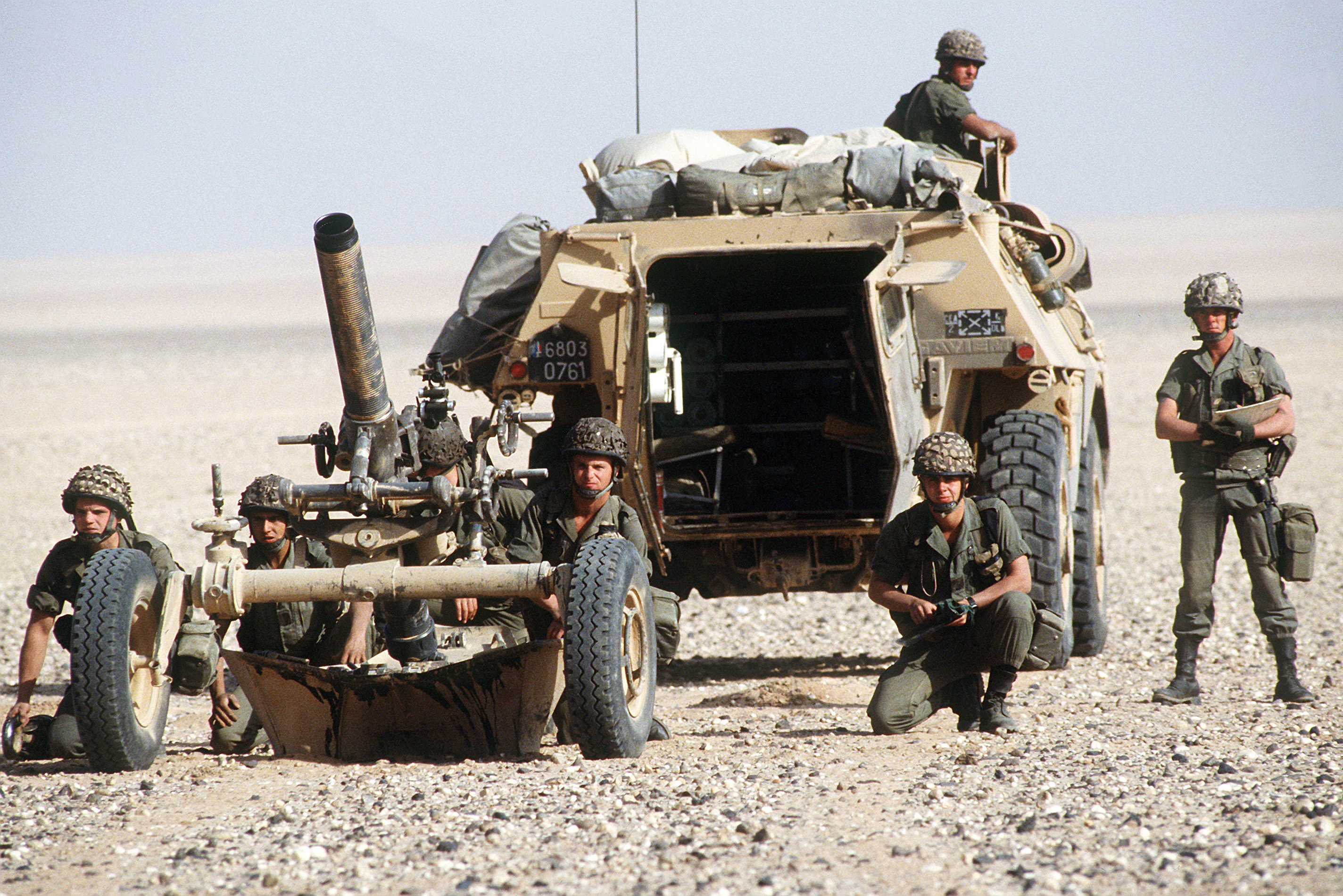
Un VTM 120 amb la tripulació desplegada i el morter de 120 mm MO-120-RT-61 a punt per disparar durant la Guerra del Golf.

- VAB SGEA (Système de Guerre Electronique de l'Avant). Variant equipada amb diferents sistemes per guerra electrònica.
- VAB Rapsodie (Radar d'Acquisition Polyvalent pour la Surveillance et l'Observation Destiné à l'Interarmes). Vehicle de reconeixement militar que disposa d'un sistema de radar.
- VBR (Véhicule Blindé de Reconnaissance). Similar al VIB però usat per Génie de l'Air i equipat amb una torreta Capre amb un canó automàtic F2 de 20 mm.
- VCAC "Mephisto" (Véhicule de Combat Anti-Char). Variant antitancs amb un sistema Euromissile Mephisto amb 4 míssils HOT antitancs a punt per disparar i 8 més en reserva.
- VCI T.20/13 (Véhicule de Combat de l'Infanterie). VAB equipat amb una torreta que disposa d'un canó de 20 mm recuperat de vehicles de combat d'infanteria AMB-13 vells. Està pensat per servir com a vehicle de suport i per suprimir franctiradors.
- VIB (Véhicule d'Intervention sur Base). Transformació a vehicle de combat d'infanteria. Està equipat amb un sistema Toucan, una torreta teleoperada armada amb un canó de 20 mm i una metralladora AA52 de 7,62 mm. El fa servir la Força Aèria Francesa per defensar els aeroports.
- VIT (Véhicule d'Implantation Topographique). Blindat per equips topogràfics i d'artilleria.
- VOA (Véhicule d'Observation d'Artillerie). Vehicle d'observació d'artilleria. A la torreta hi du un visor dia/nit, telèmetres làsers... Aquesta versió normalment va en conjunt amb obusos TR F1 de 155 mm. El VAB OBS n'és una versió millorada.
- VTM 120 (Véhicule Tracteur de Mortier). Aquesta variant arrossega un morter Thomson-Brandt MO-120 de 120 mm i pot transportar 70 projectils.
- VBC-90. Cotxe blindat que fa servir la Gendarmeria Nacional Francesa.

Versions reservades per exportació:

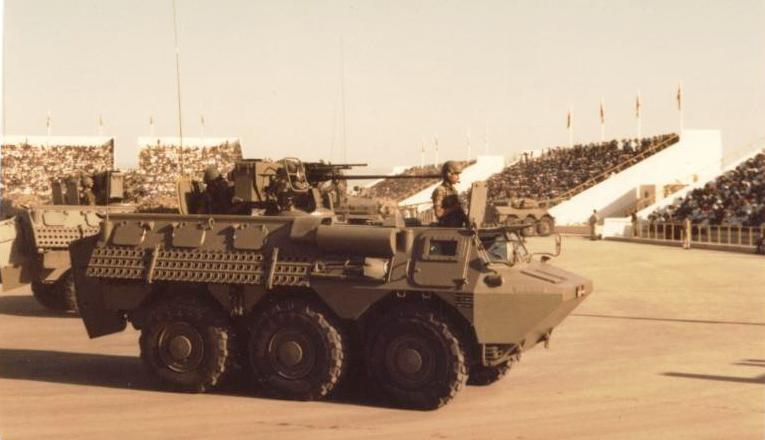
Un VAB d'Oman amb configuaració 6x6 fotografiat l'any 1981.

- VAB 4x4 VCI T.20 (Véhicule de Combat de l'Infanterie). Versió d'exportació del VCI T.20/13, equipat amb una torreta operada per un sol home T.20. En servei a Xipre.
- VAB 6x6 ECH (ECHelon). Vehicle de manteniment equipat amb una grua.
- VAB 6x6 VCI Toucan (Véhicule de Combat de l'Infanterie). Similar al VCI T.20/13 però amb el xassís 6x6.
- VAB 6x6 VPM 81 (Véhicule Porte-Mortier). Morter de 81 mm autopropulsat, dispara des d'una obertura al sostre. En servei a Oman.
- VAB 6x6 VDAA TA20 (Véhicule de Défense AntiAérienne). Vehicle de defensa contra aeronaus volant a baixa alçada. Està equipat amb un parell de canons de 20 mm muntats a una torreta TA 20. En servei a Oman, Marroc i la República Centreafricana.
- VCAC 6x6 UTM800. Variant antitancs, porta una torreta UTM800 amb quatre Euromissile HOT a punt per disparar i 16 més en reserva. En servei a Qatar i Xipre.
- VMO (Véhicule de Maintien de l'Ordre). Versió policial per control d'avalots. Equipat amb una pala lleugera i opcionalment una torreta TOI. En servei a Oman, Marroc i la Unió dels Emirats Àrabs.

La Gendarmeria francesa també fa servir una variant del VAB, que substitueix el VXB, anomenada VBRG (Véhicule Blindé de Reconnaissance de la Gendarmerie) per control d'avalots. Aquesta versió pot anar equipada amb un canó d'aigua o amb una pala.